# Кіреметево
Кіреме́тево (рос. Киреметево, башк. Кирәмәт) — присілок у складі Краснокамського району Башкортостану, Росія. Входить до складу Новобуринської сільської ради.
Населення — 341 особа (2010; 309 у 2002).
Національний склад:
- марійці — 65 %